# D1 (Computer)

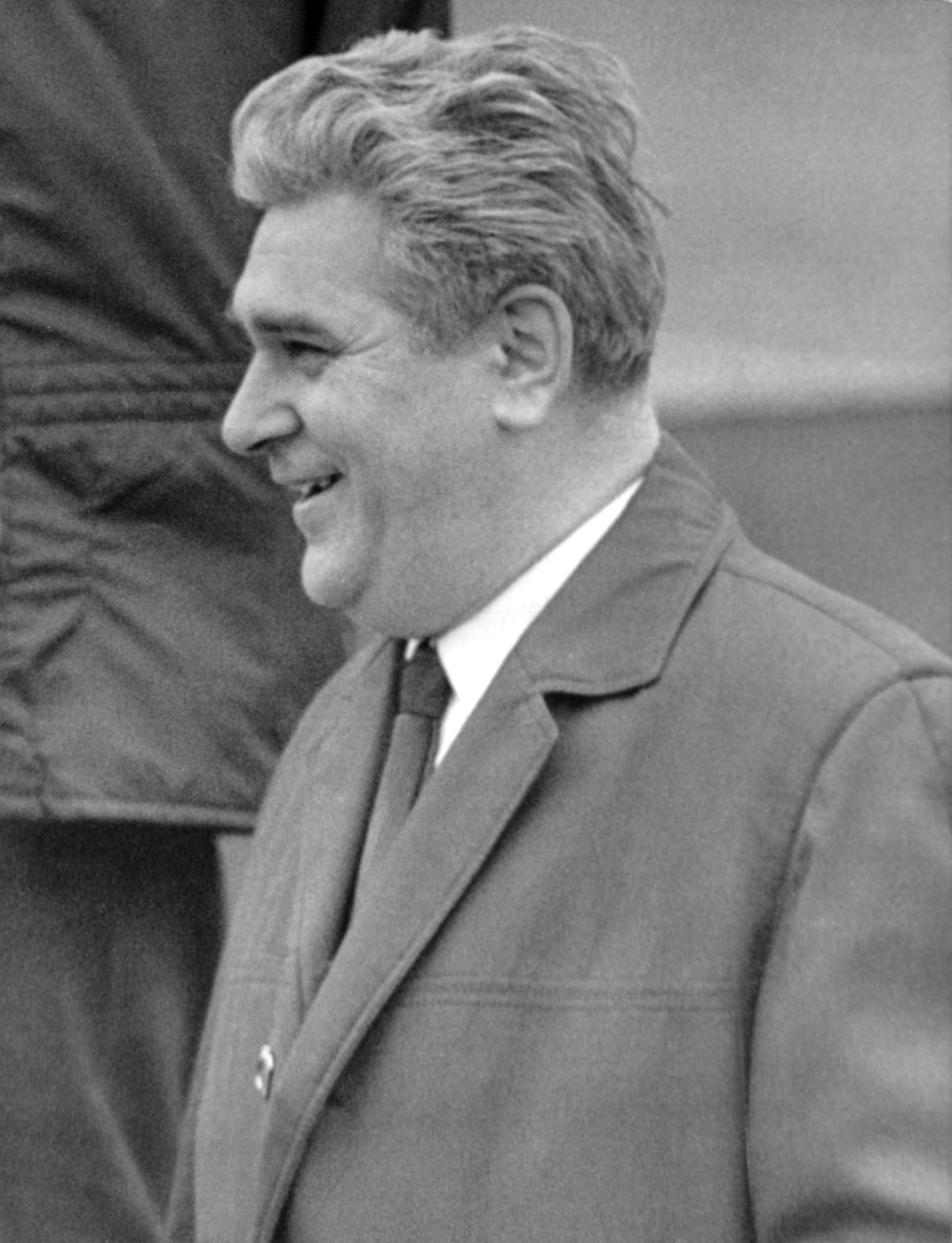
Konstrukteur Nikolaus Joachim Lehmann

Der D1 – eigentlich Programmierbarer Rechenautomat D1 (Dresden 1) – war ein früher, in Eigenentwicklung entstandener Computer der DDR. Im Gegensatz zum Relaisrechner OPREMA von Zeiss, der 1955 in Betrieb genommen wurde, basierte der D1 bereits auf Vakuumröhren.
Er wurde zwischen 1950 und 1956 an der TH Dresden zusammen mit dem VEB Robotron-Meßelektronik „Otto Schön“ Dresden entworfen und gebaut. Sein Konstrukteur war Nikolaus Joachim Lehmann, Vater vieler Computer aus Dresden. Der D1 war ein Röhrencomputer. Mit seinen etwa 760 Elektronenröhren konnte er 100 bis 200 Rechenoperationen pro Sekunde ausführen. Zur Datenhaltung diente ein Magnettrommelspeicher, welcher 2100 Wörter speicherte. Ein Wort entsprach dabei 72 Bit oder drei Befehlen. Außerdem verfügte der D1 bereits über eine assemblerähnliche Programmierung.
Nachfolger des D1 waren D2, D3 und D4.